# Rollin’ and Tumblin’
«Rollin' and Tumblin'» (или «Roll and Tumble Blues») — блюзовый стандарт, впервые записанный американским певцом и гитаристом Хэмбоуном Вилли Ньюберном в 1929 году. Названный «великой классикой дельта-блюза», он был интерпретирован сотнями исполнителей дельта-блюза и чикагского блюза, включая известные записи Мадди Уотерса. Рок-музыканты обычно следуют версиям Уотерса, одной из самых известных является версия группы Cream 1960-х годов.

## Оригинальная песня
Хэмбон Вилли Ньюберн записал «Roll and Tumble Blues» 14 марта 1929 года в Атланте, штат Джорджия, для лейбла Okeh Records. В нем присутствуют некоторые элементы «Minglewood Blues», впервые записанного в 1928 году группой Gus Cannon’s Jug Stompers. «Roll and Tumble Blues» Ньюберна — сольное произведение с его вокалом и сопровождением слайд-гитары.
Песня исполняется в тональности ля мажор с использованием открытого строя и нерегулярного количества тактов с дополнительным полуторатактом в конце каждой фразы. Темп варьируется от начальных 140 ударов в минуту до конечных 158 ударов в минуту. Ключевой особенностью песни является то, что первый куплет начинается с аккорда IV, а не с более привычного аккорда I (например, в тональности A это был бы аккорд D, а не A). После первых двух тактов аккорд IV переходит в аккорд I. Часто аккорд IV переходит в IV♭7 во втором такте или в последние две доли второго такта.
«Roll and Tumble Blues» — одна из шести песен, которые Ньюберн записал во время своей единственной сессии звукозаписи. Она была выпущена до появления чартов, однако вскоре стала «часто исполняемым стандартом» и самой известной песней Ньюберна. В 1929 году компания Okeh Records выпустила эту песню на пластинке со скоростью вращения 78 об/мин, дополненной песней «Nobody Knows What the Good Deacon Says».

## Адаптации

### Роберт Джонсон
Роберт Джонсон записал «Rollin' and Tumblin'» под названием «If I Had Possession Over Judgment Day» во время своей третьей сессии звукозаписи в Сан-Антонио, штат Техас, в 1936 году. В музыкальном плане его версия основана на оригинале, но с добавлением новых слов: «там, где Ньюберн пел о любви, Роберт пел о сексе и власти, сочетая свои собственные страхи перед ними с фантазией об их контроле», по словам биографов. Песня была выпущена только в 1961 году, когда она вошла в первый сборник Джонсона King of the Delta Blues Singers.

### Чикагский блюз
В 1950 году Мадди Уотерс записал две ранние версии «Rollin' and Tumblin'». На сессии для лейбла Parkway он играл на гитаре, Литтл Уолтер играл на вокале и губной гармошке, а Бэби Фейс Лерой Фостер играл на барабанах. Биограф Роберт Гордон описал выступление как «выдающийся трек, [который] мог бы легко распасться на запись чрезмерно восторженной вечеринки». Parkway Records выпустили песню как двухчастный сингл и указали исполнителя как Baby Face Leroy Trio. В 2022 году эта запись была включена в Зал славы блюза в категории «Классика блюзовой записи» в разделе «Singles».
Для Aristocrat Records Уотерс пел, а также играл на гитаре под аккомпанемент бас-гитары Эрнеста «Биг» Кроуфорда. Гордон назвал их версию «захватывающей», но посчитал, что в ней нет той силы и страсти, как в версии с Уолтером и Фостером. В 1960 году Элмор Джеймс записал другую аранжировку песни, а год спустя Хаулин Вулф записал свою версию «Down in the Bottom», в которой использовались новые слова, и авторство которой приписывается Вилли Диксону.

### Рок-адаптации
Историк блюза Эдвард Комара отмечает, что последующие версии рок-групп основаны на версиях Мадди Уотерса, а версия, записанная Cream для их дебютного альбома Fresh Cream (1966), «возможно, самая известная». Запись мая 1968 года вошла в альбом Live Cream (1970), который в рецензии на альбом описывается как «жгучая, бесшабашная, высокоэнергетическая интерпретация». В качестве еще одного примечательного исполнения Комара включает трибьют Yardbirds «Drinking Muddy Water» и отмечает игру Кейта Релфа на губной гармошке в студийной версии Little Games и соло на слайд-гитаре Джимми Пейджа в концертной версии, которая впервые появилась на Live Yardbirds: Featuring Jimmy Page (1971) (выпущенной Пейджем в 2017 году как Yardbirds '68). Версии «Rollin' and Tumblin'» Canned Heat и Джонни Уинтера достигли высокиз мест в чартах синглов и были включены в их дебютные альбомы Canned Heat (1967) и The Progressive Blues Experiment (1968).